# Ngwane National Liberatory Congress
Ngwane National Liberatory Congress (NNLC; deutsch etwa: „Nationaler Befreiungskongress von Ngwane [Eswatini]“) ist eine 1963 gegründete Partei in Eswatini (bis 2018: Swasiland). Sie errang 1972 als einzige Oppositionspartei Swasilands überhaupt Mandate. Nach dem 1973 vom absolutistisch regierenden König Sobhuza II. durchgesetzten Parteienverbot wurden ihre Aktivitäten gewaltsam unterbunden. Ihr gegenwärtiger Status ist unklar.

## Geschichte
Die Partei wurde am 12. April 1963 als Abspaltung der Swaziland Progressive Party gegründet, deren Vorsitzender John June Nquku als nicht radikal genug erschien. Ihr erster Vorsitzender wurde der promovierte Arzt Ambrose Zwane. Die Partei verstand sich als panafrikanisch, links und war gegen traditionelle Führer eingestellt. Mehrere Mitglieder wurden zur Ausbildung an das Kwame Nkrumah Ideological Institute in Ghana geschickt. Der NNLC forderte eine Umbenennung des zukünftig unabhängigen Landes in kaNgwane, das traditionalistische Imbokodvo National Movement bestand aber auf dem Begriff Swaziland.
Bei der Parlamentswahl 1964, die wie spätere Wahlen nach dem Mehrheitswahlrecht durchgeführt wurde, erhielt der NNLC 9,1 % der Stimmen, aber keinen Sitz; bei der Wahl 1967 steigerte er sich auf 20,2 %, erhielt jedoch abermals kein Mandat; alle Sitze gingen an das traditionalistische Imbokodvo National Movement (INM). 1972 gewann der NNLC unter Zwane drei der 24 Mandate, eine von Kingsley T. Samketti angeführte Abspaltung (NNLC Samketti) blieb ohne Sitze. Eines der drei Mandate gewann der spätere Premierminister Mabandla Dlamini. Der Versuch des INM, die Staatsbürgerschaft des gewählten NNLC-Abgeordneten Bhekindlela Ngwenya anzufechten und ihn ausweisen zu lassen, wurde vom High Court zurückgewiesen. Im Folgejahr ließ jedoch Sobhuza II. alle Parteien per Dekret verbieten. Zwane und weitere Mitglieder wurden verhaftet. Einigen von ihnen, darunter Zwane, gelang die Flucht über Mosambik nach Tansania, wo sich Präsident Julius Nyerere für Zwane einsetzte, so dass er zurückkehren konnte. Zwane war aber gesundheitlich geschwächt und konnte keine politische Rolle mehr spielen.
1997 wurde ein Führungskomitee gebildet, das von Jimmy Hlophe geleitet wurde. Ambrose Zwane starb 1998. Sein Nachfolger wurde der ehemalige Premierminister Obed Dlamini. Unter seiner Führung wurde die Partei konservativer als das People’s United Democratic Movement (PUDEMO), das bei ähnlicher Programmatik ähnliche Wählerschichten bedient. Der NNLC boykottierte die Wahl 1998, zu der wie bei allen Wahlen nach 1973 Parteien nicht zugelassen waren, sondern in Einzelwahl in den Tinkhundla abgestimmt wurde. Zur Wahl 2003 trat Obed Dlamini wie alle anderen Kandidaten als Unabhängiger an und erhielt ein Mandat im House of Assembly. Auch Jimmy Hlophe erhielt 2005 bei einer Nachwahl ein Mandat. 2008 riefen NNLC und PUDEMO gemeinsam zum Boykott der anstehenden Parlamentswahl auf. 2009 wurde Obed Dlamini in das staatliche Beratungsgremium Liqoqo aufgenommen, was innerhalb des NNLC umstritten war.
2009 führte Alvit Tshubhe Dlamini die Partei an. 2020 ist Sibongile Mazibuko Präsident der Partei.
Mit drei anderen Oppositionsparteien bildet der NNLC seit Dezember 2019 die Political Party Assembly (PPA), die unter anderem gegen die Umbenennung der englischen Bezeichnung des Landes durch Mswati III. gerichtlich vorgeht.

## Struktur
Die Partei hat eine Frauen- und eine Jugendorganisation.